# 2010년 세계 여자 주니어 핸드볼 선수권 대회
제17회 세계 여자 주니어 핸드볼 선수권 대회는 2010년 7월 17일부터 7월 31일까지 대한민국에서 개최되었다.
틀:주니어 선수권 대회